# Chevresis-Monceau
Chevresis-Monceau és un municipi francès situat al departament de l'Aisne i a la regió dels Alts de França. L'any 2007 tenia 352 habitants.

## Demografia

### Població
El 2007 la població de fet de Chevresis-Monceau era de 352 persones. Hi havia 116 famílies de les quals 28 eren unipersonals (16 homes vivint sols i 12 dones vivint soles), 40 parelles sense fills, 40 parelles amb fills i 8 famílies monoparentals amb fills.
La població ha evolucionat segons el següent gràfic:
Habitants censats

### Habitatges
El 2007 hi havia 133 habitatges, 120 eren l'habitatge principal de la família, 7 eren segones residències i 6 estaven desocupats. 121 eren cases i 12 eren apartaments. Dels 120 habitatges principals, 95 estaven ocupats pels seus propietaris, 24 estaven llogats i ocupats pels llogaters i 1 estava cedit a títol gratuït; 6 tenien dues cambres, 20 en tenien tres, 26 en tenien quatre i 68 en tenien cinc o més. 73 habitatges disposaven pel capbaix d'una plaça de pàrquing. A 54 habitatges hi havia un automòbil i a 49 n'hi havia dos o més.

### Piràmide de població
La piràmide de població per edats i sexe el 2009 era:
| Homes | Edats   | Dones |
| ----- | ------- | ----- |
| 0     | 95 o +  | 4     |
| 0     | 90 a 94 | 20    |
| 0     | 85 a 89 | 12    |
| 4     | 80 a 84 | 4     |
| 4     | 75 a 79 | 4     |
| 20    | 70 a 74 | 20    |
| 12    | 65 a 69 | 8     |
| 4     | 60 a 64 | 8     |
| 0     | 55 a 59 | 8     |
| 12    | 50 a 54 | 8     |
| 20    | 45 a 49 | 4     |
| 8     | 40 a 44 | 12    |
| 16    | 35 a 39 | 20    |
| 4     | 30 a 34 | 12    |
| 12    | 25 a 29 | 0     |
| 4     | 20 a 24 | 0     |
| 0     | 15 a 19 | 20    |
| 24    | 10 a 14 | 4     |
| 8     | 5 a 9   | 4     |
| 12    | 0 a 4   | 12    |

## Economia
El 2007 la població en edat de treballar era de 204 persones, 146 eren actives i 58 eren inactives. De les 146 persones actives 121 estaven ocupades (70 homes i 51 dones) i 25 estaven aturades (11 homes i 14 dones). De les 58 persones inactives 21 estaven jubilades, 7 estaven estudiant i 30 estaven classificades com a «altres inactius».

### Ingressos
El 2009 a Chevresis-Monceau hi havia 121 unitats fiscals que integraven 319 persones, la mediana anual d'ingressos fiscals per persona era de 15.458 €.

### Activitats econòmiques
Dels 4 establiments que hi havia el 2007, 1 era d'una empresa de construcció, 1 d'una empresa de comerç i reparació d'automòbils, 1 d'una empresa d'hostatgeria i restauració i 1 d'una entitat de l'administració pública.
L'any 2000 a Chevresis-Monceau hi havia 7 explotacions agrícoles.

## Equipaments sanitaris i escolars
El 2009 hi havia una escola elemental integrada dins d'un grup escolar amb les comunes properes formant una escola dispersa.

## Poblacions més properes
El següent diagrama mostra les poblacions més properes.